# Френска съпротива
Френската съпротива (на френски: La Résistance) е съпротивително движение във Франция по време на германската окупация и колаборационисткия режим от Виши през Втората световна война.
То включва множество групи и организации, действащи срещу германското присъствие в страната. Те водят партизанска война, издават нелегални вестници, събират разузнавателна информация, организират укриването и извеждането от страната на съюзнически войници. Ударна сила на съпротивата в Южна Франция е избягалият там испански комунистически 14-и партизански корпус. Създаден по време на Испанската гражданската война и състоящ се от отряди от командоси, осъществяващи нападения във франкисткия тил, след разгрома на републиканците те се изтеглят във Франция. През 1943 година числеността на френските партизани и невъоръжените им помагачи е между 20 и 30 хиляди души, като сред тях има много евреи и испански комунистически емигранти. Съпротивата изиграва важна роля в улесняването на съюзническото настъпление в страната през лятото на 1944 година, като през този период нейни части са реорганизирани в структурирани Френски сили от вътрешността, чиято численост достига 400 хиляди души през октомври 1944 година.